# Militärputsch in Burundi 1987
Der Militärputsch in Burundi 1987 war ein unblutiger Militärputsch, der am 3. September 1987 in Burundi stattfand. Der Tutsi-Präsident Jean-Baptiste Bagaza wurde auf einer Auslandsreise abgesetzt und durch den Tutsi-Major Pierre Buyoya ersetzt.

## Hintergrund
Jean-Baptiste Bagaza wurde 1976 nach einem Militärputsch, durch den Michel Micombero abgesetzt wurde, zum Präsidenten von Burundi ernannt. Als Vorsitzender der Partei Union für den nationalen Fortschritt (UPRONA) war er der einzige Kandidat bei den Präsidentschaftswahlen 1984 und wurde mit 99,6 % der Stimmen wiedergewählt. Während der Präsidentschaft von Bagaza gab es lange Zeit Spannungen wegen der Unterdrückung der römisch-katholischen Kirche in einem Land, in dem 65 % der Bürger praktizierende Katholiken sind. Dies wurde später von Diplomaten als ein Schlüsselfaktor für den Staatsstreich bezeichnet.

## Putsch und seine Folgen
Im September 1987 reiste Bagaza nach Quebec, Kanada, um an einem frankophonen Gipfel teilzunehmen. Die Armee übernahm das Kommando, angeführt von Bagazas Cousin, Major Pierre Buyoya. Als er von dem Putsch erfuhr, kehrte Bagaza sofort nach Afrika zurück, aber der Flughafen von Bujumbura war geschlossen, und in Nairobi wurde ihm die Einreise nach Kenia verweigert. Nach dem Putsch floh Bagaza nach Uganda und 1989 nach Libyen, wo ihm politisches Asyl gewährt wurde.
Buyoya bildete das Militärkomitee für die nationale Rettung, um die Kontrolle zu übernehmen, setzte die Verfassung des Landes aus und wurde am 2. Oktober 1987 als Präsident vereidigt. Buyoya, der römisch-katholisch ist, sagte, er werde die von Bagazas Regierung gegen die katholische Kirche verhängten Maßnahmen aufheben. Nach den Präsidentschaftswahlen von 1993 wurde er von Melchior Ndadaye abgelöst, der 1996 durch einen Militärputsch gegen Sylvestre Ntibantunganya ein zweites Mal die Macht in Burundi übernahm.